# Seznam trgov v Ljubljani
Seznam trgov v Ljubljani.

## A
- Ambrožev trg

## B
- Brodnarjev trg
- Beblerjev trg
- Borštnikov trg

## C
- Ciril-Metodov trg

## D
- Dvorni trg

## G
- Gornji trg
- Gabrov trg

## H
- Hrvatski trg

## K
- Kališnikov trg
- Plečnikov trg
- Kongresni trg
- Krekov trg
- Križniški trg

## L
- Levstikov trg

## M
- Mali trg
- Marijin trg
- Mestni trg

## N
- Novi trg

## P
- Papirniški trg
- Pogačarjev trg
- Preglov trg
- Prekmurski trg
- Prešernov trg

## R
- Ribji trg
- Rusjanov trg

## S
- Selanov trg
- Slovenski trg
- Stari trg

## T
- Trg 9. maja
- Trg Franceta Štiglica
- Trg francoske revolucije
- Trg komandanta Staneta
- Trg mladinskih delovnih brigad
- Trg narodnih herojev
- Trg Osvodilne fronte
- Trg prekomorskih brigad
- Trg republike

## V
- Vodmatski trg
- Vodnikov trg
- Vrazov trg